# Южин, Александр Иванович
Алекса́ндр Ива́нович Ю́жин (настоящая фамилия — князь Сумба́тов; 4 [16] сентября 1857, Тульская губерния, Российская империя — 17 сентября 1927, Жюан-ле-Пен, Франция) — русский и советский актёр, драматург, театральный деятель. Народный артист Республики (1922).

## Биография
Александр Иванович Южин родился 4 (16) сентября 1857 в Тульской губернии, по различным сведениям, в селе Кукуево (ныне Ефремовского района) или селе Муравлёвка (ныне Плавского района Тульской области) в грузинской княжеской семье Сумбатовых (Сумбаташвили). Его бабушка со стороны отца, грузинская княжна София Багратион-Мухранская, принадлежала к боковой линии Багратионов.
Жил в Грузии в 1863—1877 годах. Окончил Тифлисскую гимназию, его одноклассником был Владимир Немирович-Данченко.
Учился в Петербургском университете на юридическом факультете. Во время обучения участвовал в любительских спектаклях. На профессиональную сцену впервые вышел в Тифлисе в 1876 году под псевдонимом Сольцев. В 1878—1879 годах играл на сценах клубов Санкт-Петербурга. В 1881 году поступил в театр Анны Бренко в Москве. С 1882 года и до конца жизни работал в Малом театре.
В Малом театре Александр Южин занимал также и административные должности: с 1909 года был управляющим труппой, с 1918 — председатель Совета, с 1919 — председатель дирекции, с 1923 — директор, с 1926 года — почётный директор. Будучи на этих постах, Южин проявил себя как крупный организатор и администратор.
Южин был коренастым, широкоплечим мужчиной с крупной головой на короткой шее и мощным голосом, что соответствовало амплуа резонера.
C 1877 года Южин начал драматургическую деятельность. Первой стала пьеса «Права жизни». В 1881 году в Малом театре была поставлена его пьеса «Листья шелестят». Затем были пьесы «Соколы и вороны» (написана совместно с В. И. Немировичем-Данченко, впервые поставлена в театре Корша в 1885 году), «Арказановы» (1886), «Цепи» (1888) «Измена» (1903) и др.
Возглавлял дирекцию литературно-художественного кружка «Среда». Посвящён 17 февраля 1908 года в масонскую ложу «Возрождение» Великого востока Франции. С 1922 года и до самой смерти был председателем комитета по сооружению в Москве памятника А. Н. Островскому. Член совета старейшин клуба Московского дома учёных (1924).

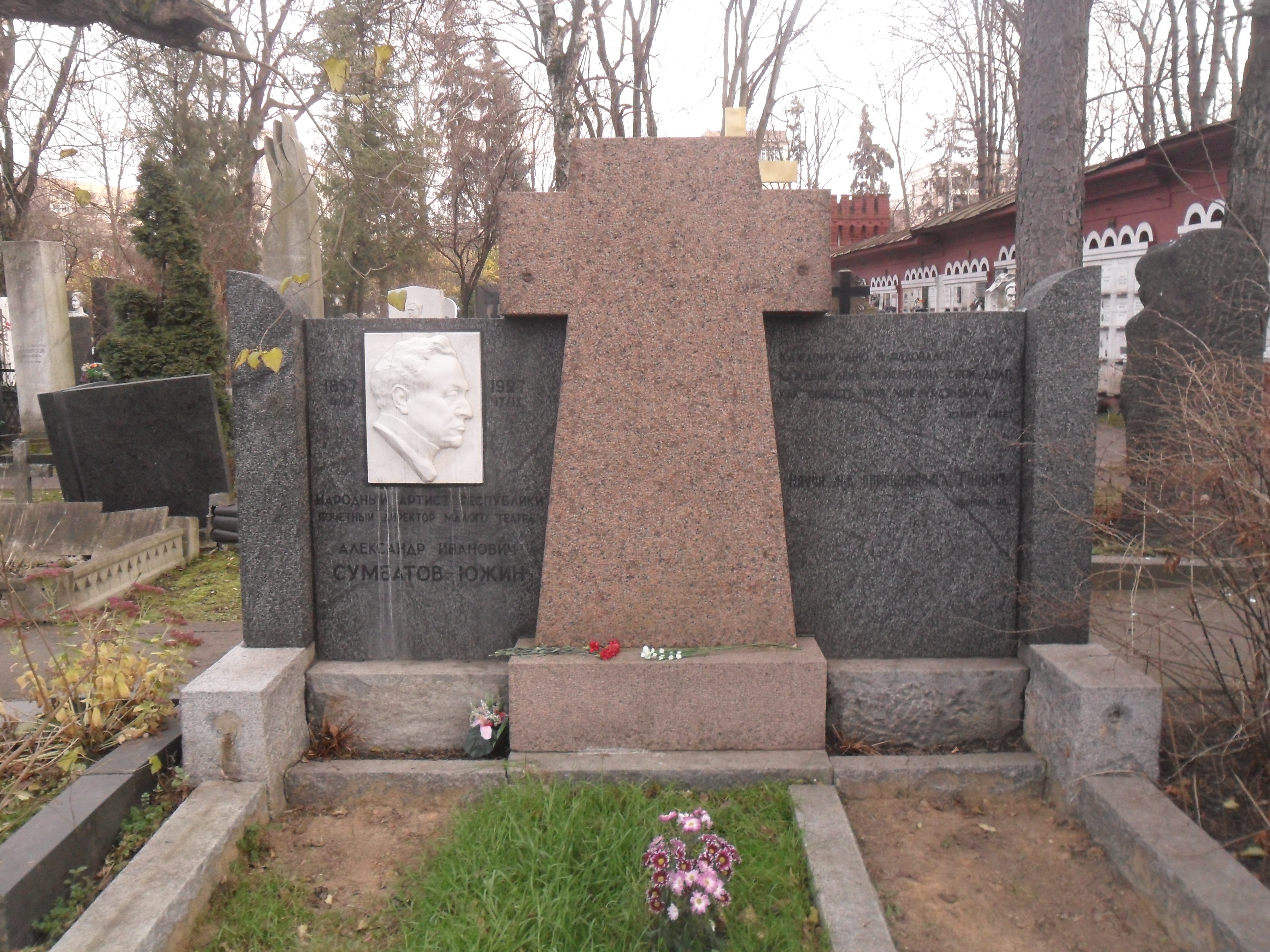
Могила А. И. Южина

А. И. Южин умер 17 сентября 1927 года на вилле «Хризантем» в курортном городке Жюан-ле-Пен (ныне в составе Антиба), неподалёку от Ниццы. Похоронен на Новодевичьем кладбище. 17 сентября 1928 года на его могиле состоялось открытие памятника, проект которого выполнил скульптор В. Н. Домогацкий. Он представляет собой гранитную стену, на которой слева выгравированы годы жизни, а справа — цитата из Виктора Гюго. В памятник вмонтировано рельефное изображение А. И. Южина.

### Семья
Жена — артистка Малого театра Мария Николаевна Сумбатова-Южина (умерла в апреле 1938 года).

## Память

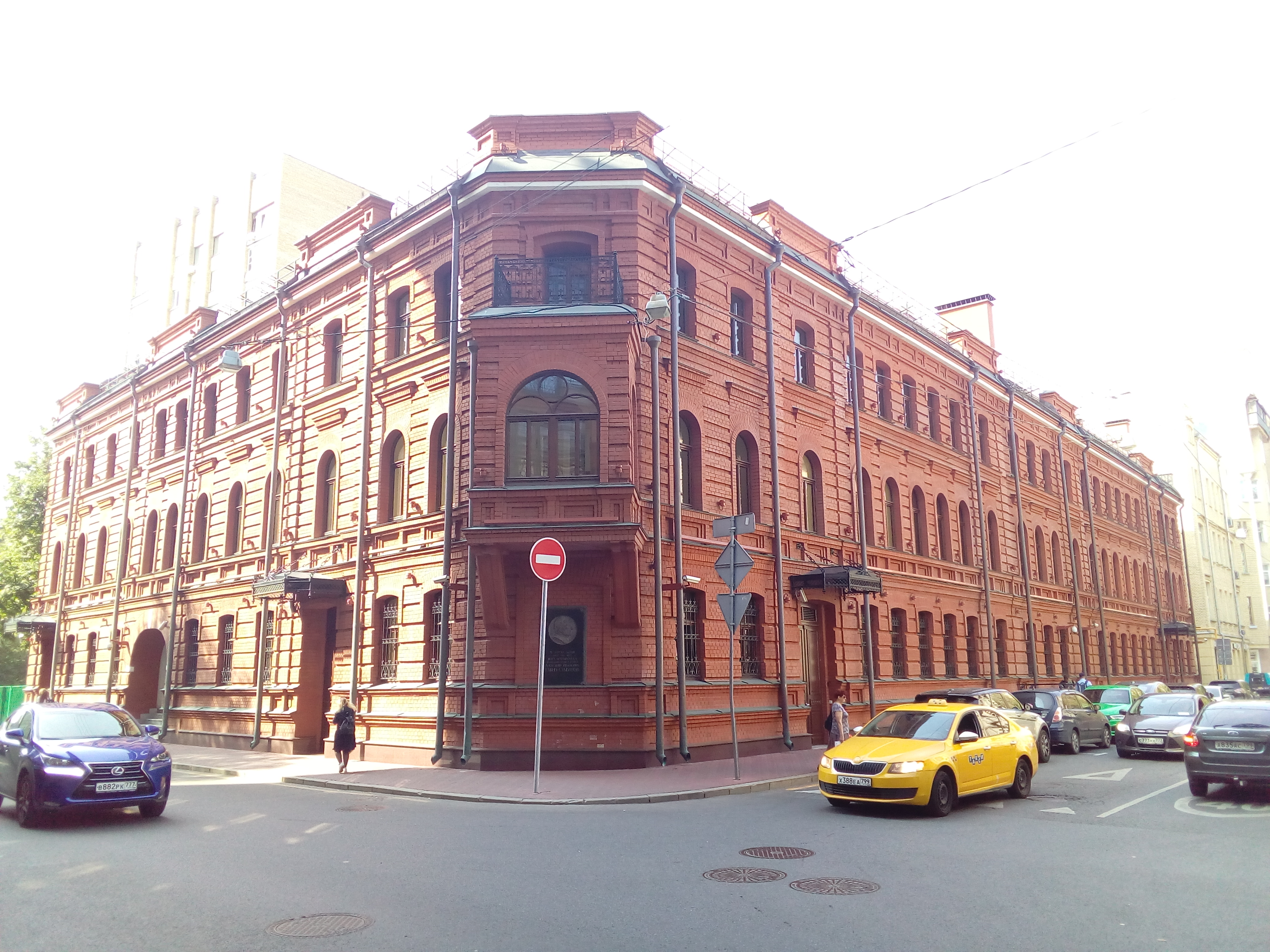
Дом, где жил А. И. Южин

- В 1929—1994 годах Большой Палашёвский переулок носил название Южинский переулок. В переулке есть его музей-квартира.
- В Тбилиси одна из улиц носит имя Сумбаташвили-Южина.
- Имя Южина носит улица в Донецке.
- Обширный фонд А. И. Южина хранится в Российском государственном архиве литературы и искусства и состоит из 3678 ценных документов и материалов за 1834—1938 годы. В их числе переписки, рукописи, записные книжки и материалы об артистической деятельности.

Фильмы об Александре Южине
- «Александр Сумбатов-Южин. Битва за театр», документальный фильм. (2011, Центрнаучфильм, Россия). Режиссёр — Виктор Беляков
- «Князь Сумбатов-Южин», документальный фильм. (2007, Телекомпания «Альма Матер», Россия). Режиссёр — Ольга Маркичёва

## Творчество

### Роли в театре
- 1881 — «Рюи Блаз» Гюго — дон Саллюстий де Базан
- 1889 — «Эрнани» Гюго — дон Карлос
- 1908 — «Вожди» — автор пьесы[16]
- 1911 — «Горе от ума» А. С. Грибоедова — Репетилов
- 1915 — «Горе от ума» А. С. Грибоедова — Фамусов[3]
- 1915 — «Стакан воды» Скриба — Болингброк
- 1921 — «Оливер Кромвель» А. В. Луначарского — Кромвель

### Мемуарная литература
- Гоголева Е. Н. На сцене и в жизни. — 2-е изд., испр. и доп. — М.: Искусство, 1989. — 297 с. — (Театральные мемуары). — 30 000 экз. — ISBN 5210003736.
- Щепкина-Куперник Т. Л. Из воспоминаний. — М.: ВТО, 1959. — С. 98—109. — 463 с.